# 一畑口駅
一畑口駅（いちばたぐちえき）は、島根県出雲市小境町にある一畑電車北松江線の駅である。駅番号は13。

## 概要
一畑寺（一畑薬師）の最寄り駅である。
開業当初、当駅は出雲今市（現・電鉄出雲市）方面から一畑寺（一畑薬師）への参詣鉄道を目的とした一畑電気鉄道の中間駅であったが、1928年（昭和3年）4月に北松江（現・松江しんじ湖温泉）方面からの路線が当駅の出雲方面側に付け足されたため、両路線の接続駅となった。
その後、当駅から3.3 km北の一畑駅までの区間は、1944年（昭和19年）12月に戦時下の鉄材供出で営業休止となり、1960年（昭和35年）4月には正式に廃止されている。その際、残存する線路はそのままにされたため、現在に至るまで平坦地に存在するスイッチバック駅となっている。

## 歴史
- 1915年（大正4年）2月4日：小境灘駅（こざかいなだえき）として開業。
- 1944年（昭和19年）12月10日：当駅 - 一畑間が休止。
- 1952年（昭和27年）10月1日：一畑口駅に改称。
- 1960年（昭和35年）4月26日：当駅 - 一畑間が廃止。
- 2006年（平成18年）4月1日：一畑電気鉄道の持株会社移行に伴い、新設の一畑電車株式会社が鉄道事業を承継。
- 2016年（平成28年）4月1日：駅係員の配置時間が平日日中のみに短縮される[2]。
- 2017年（平成29年）4月3日：終日無人化[3]。

## 駅構造
単式・島式ホーム2面3線を有する地上駅。無人駅であるが、駅前の商店で定期券及び回数券の販売を行っている。駅舎がある。
両ホームはホーム北側の構内踏切によって接続されているが、遮断機や警報機はない。前述の廃線によって電車が踏切を通過する事もないため、電車が進入している時も通行できる。
一畑口駅プラットホーム
| 1 | 津ノ森・秋鹿町・松江イングリッシュガーデン前・松江しんじ湖温泉方面 |
| 2 | 雲州平田・川跡・大津町・電鉄出雲市方面                             |
| 3 | （現在使用停止）                                                   |

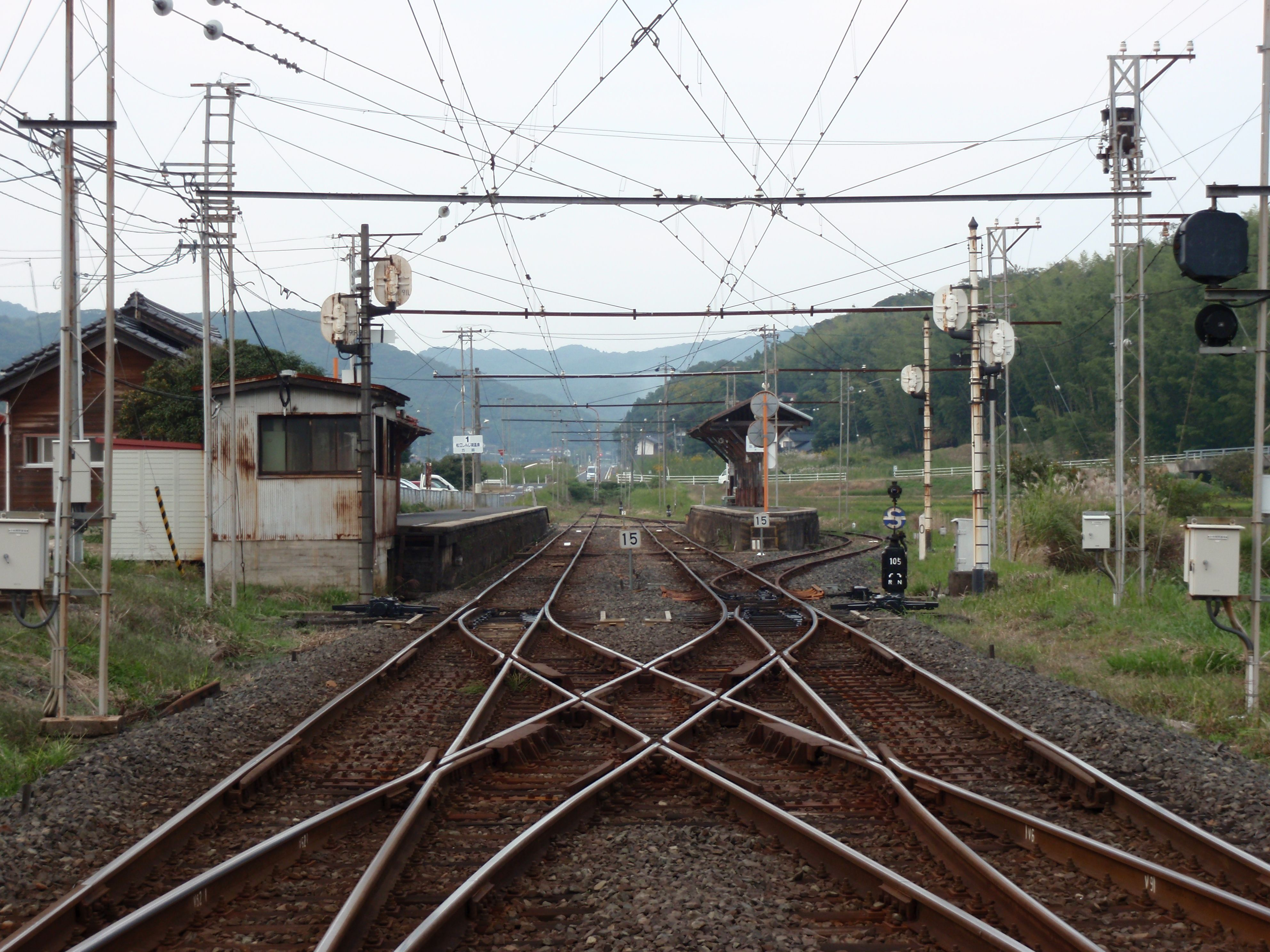
構内（南側から）
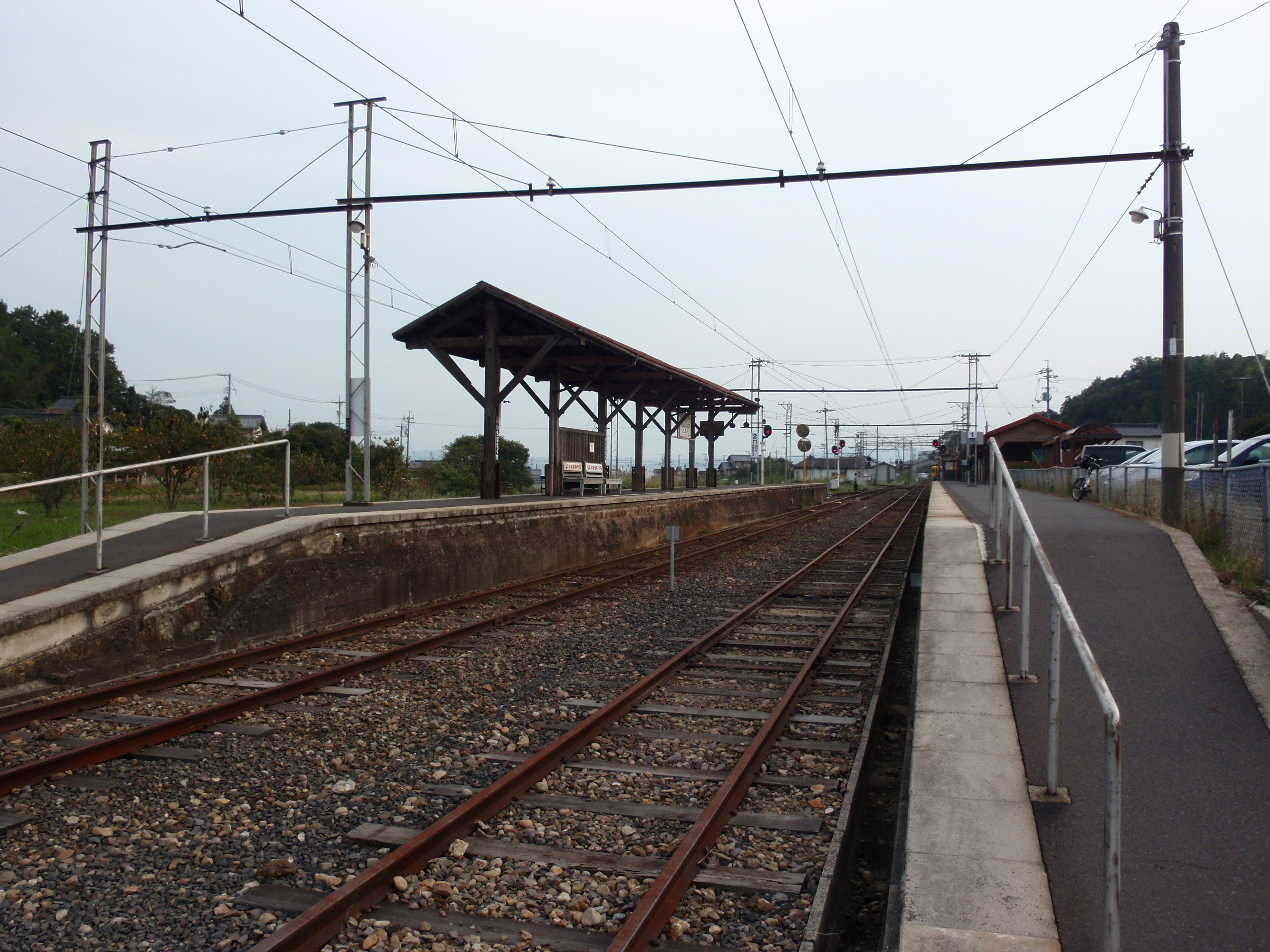
構内（北側から）

## 利用状況
1日平均の乗降人員は以下の通り。
| 年度   | 1日平均 乗車人員 | 1日平均 乗降人員 |
| ------ | ---------------- | ---------------- |
| 1999年 | 159              | 381              |
| 2000年 | 102              | 220              |
| 2001年 | 87               | 188              |
| 2002年 | 114              | 249              |
| 2003年 | 135              | 353              |
| 2004年 | 101              | 221              |
| 2005年 | 87               | 236              |
| 2006年 | 75               | 152              |
| 2007年 | 76               | 157              |
| 2008年 | 80               | 164              |
| 2009年 | 123              | 201              |
| 2010年 | 130              | 228              |
| 2011年 | 102              | 189              |
| 2012年 | 86               | 169              |
| 2013年 | 80               | 166              |
| 2014年 | 74               | 146              |
| 2015年 | 125              | 197              |
| 2016年 | 105              | 170              |
| 2017年 | 57               | 126              |
| 2018年 | 87               | 154              |
| 2019年 | 55               | 103              |
| 2020年 | 35               | 67               |
| 2021年 | 85               | 176              |

## 駅周辺
- 出雲警察署小境駐在所
- 東郵便局
- 宍道湖
- 出雲市立東小学校
- 青少年の家サン・レイク
- 国道431号
- 島根県道23号斐川一畑大社線

※当駅は（駅北側にある）一畑寺（一畑薬師）の最寄り駅でもある（先述）が、この寺院は駅からやや遠い所にある。

## バス路線
駅前に平田生活バス「一畑口駅」停留所があり、下記の路線が発着する。
- 地合線
- 鹿園寺線（※平日のみ運行）
- 一畑薬師線

## 隣の駅
一畑電車
■北松江線
■特急「スーパーライナー」（平日朝下り1本のみ）
川跡駅（5）→ 一畑口駅（13）→ 松江しんじ湖温泉駅（22）
■急行
布崎駅（10）- 一畑口駅（13）- 津ノ森駅（15）
■普通
園駅（12）- 一畑口駅（13）- 伊野灘駅（14）

### かつて存在した路線
一畑電気鉄道
北松江線
一畑口駅 - 一畑駅